# See Dad Run
See Dad Run (no Brasil, Papai em Apuros) é uma série de comédia norte-americana criada por Tina Albanese e Patrick Labyorteaux, que foi ao ar pelo canal Nickelodeon através do Nick at Nite entre 6 de outubro de 2012 e 26 de junho de 2015, que no Brasil é um extinto bloco de programação noturna que exibe os clássicos do canal. É estrelado por Scott Baio, que também atua como produtor executivo. A Nickelodeon encomendou 20 episódios da série para sua primeira temporada. Em 19 de dezembro de 2012, Nick at Nite renovou a série para uma segunda temporada de 20 episódios. Em 21 de outubro de 2013, a série foi renovada para uma terceira temporada com 13 episódios.
A serie foi confirmada pela Nickelodeon Brasil e teve sua estreia em 5 de abril de 2014 no canal, e não dentro do bloco Nick at Nite como é exibida na Nickelodeon dos Estados Unidos.
Foi exibida entre 5 de abril de 2014 a 26 de junho de 2015, na Nickelodeon. Foi adquirida pelo SBT em 2015, sendo exibida em breve.

## Enredo
Depois de uma década na televisão (fazendo um show com o mesmo nome da série "Papai em Apuros"), o ator David Hobbs torna-se um pai dono de casa, para sua esposa, estrela de uma novela (Alanna Ubach), poder voltar ao centro das atenções, mas ele rapidamente percebe que a vida de um pai na televisão é muito diferente da vida real.  Ele tem que cuidar de seus três filhos, Emily (Ryan Newman), Joe e Janie com a ajuda de seus melhores amigos, Marcus (Mark Curry) e Kevin (Ramy Youssef).

## Elenco

### Elenco principal
- Alanna Ubach como Amy Hobbs, a esposa de David
- Ryan Newman como Emily Hobbs, filha mais velha de Amy e David
- Ramy Youssef como Kevin Kostner, assistente de produção do antigo seriado de David, que o ajuda com as tarefas de casa e seus filhos
- Mark Curry como Marcus Barnes, escritor chefe do velho seriado de David, que também mora do outro lado da rua dos Hobbs

### Elenco recorrente
- Jaylen Barron como Mary Barnes, melhor amiga de Emily e filha de Marcus
- Jack Griffo como Xander McGinley, ex-namorado de Emily
- Lucas Benward como Matthew Pearson, ex-namorado de Emily
- James Maslow como Ricky Adams, ator que interpretou o filho de David em seu antigo seriado
- Ted McGinley como uma versão fictícia de si mesmo
- Sydney Scotia como Molly Begholly

## Episódios
| Temporadas | Temporadas | Episódios | Exibição Original      | Exibição Original     | Exibição no Brasil   | Exibição no Brasil     |
| Temporadas | Temporadas | Episódios | Estreia de temporada   | Final de temporada    | Estreia de temporada | Final de temporada     |
| ---------- | ---------- | --------- | ---------------------- | --------------------- | -------------------- | ---------------------- |
|            | 1          | 20        | 6 de outubro de 2012   | 12 de maio de 2013    | 5 de abril de 2014   | 24 de dezembro de 2014 |
|            | 2          | 15        | 2 de junho de 2013     | 19 de janeiro de 2014 | 7 de março de 2015   | 25 de abril de 2015    |
|            | 3          | 15        | 9 de fevereiro de 2014 | 26 de junho de 2015   | 9 de março de 2015   | 26 de junho de 2015    |